# نابليون عبدولاي
نابليون عبدولاي (1956 - ) (بالإنجليزية: Napoleon Abdulai)‏ هو سياسي ودبلوماسي غاني، عضو في الحزب الوطني الجديد في غانا. سفير فوق العادة ومفوض من غانا إلى كوبا منذ عام 2017.

## سيرته
في عام 1987 تخرج من كلية الاقتصاد والقانون من الجامعة الروسية لصداقة الشعوب، تخصص في القانون الدولي. ثم في عام 1990 تخرج من القضاء في جامعة ميدلسكس.
كان أحد واضعي مشروع التسوية السلمية للصراع المسلح في بوروندي. عمل محللا سياسيا مع منظمة الوحدة الأفريقية.
في السنوات 2000-2005 : خبير في نزع السلاح في برنامج الأمم المتحدة الإنمائي / مكتب الأمم المتحدة لخدمات المشاريع - برنامج تنسيق دعم الأمن والتنمية، لومي / باماكو.
منذ عام 2005، مدير برنامج الأمم المتحدة الإنمائي، ليبيريا. شغل منصب رئيس بعثة الأمم المتحدة لحفظ السلام في ليبيريا.
في يوليو 2017، عين الرئيس الغاني نانا أكوفو أدو عبدولي سفيرا لغانا لدى كوبا. وكان من بين اثنين وعشرين آخرين من الغانيين البارزين الذين تم تعيينهم لرئاسة مختلف البعثات الغانية الدبلوماسية في العالم.
هو مؤلف عدة منشورات عن العلاقات الدولية والتاريخ الحديث لأفريقيا. متزوج.